# كاظم هاجر آزاد
كاظم هاجر آزاد (الفارسية: کاظم هژیرآزاد؛ مواليد 21 آذار 1950 م) هو ممثل سينمائي وتلفازي ومسرحي إيراني. وهو عضو في جمعية ممثلي السينما الإيرانية (IFAA) وعضو في منتدى المسرح الإيراني وعضو في اللجنة التنفيذية لمنتدى المسرح.

## التعليم
درس كاظم هاجر آزاد التمثيل على يد مصطفى أسكوي (نِظام [الإنجليزية]
 قسطنطين ستانيسلافسكي) في استوديو أناهيتا.

## فهرس
- مسرح الكوميديا (دراما ستارة واحدة)، 1977
- سوسنغرد (دراما ستارة واحدة)، 1979
- كيف ( حقيبة ) (مجموعة قصصية)، 1980

## روابط خارجية
- الموقع الرسمي
- (بالألمانية) alijalaly-ensemble.de[وصلة مكسورة]

- iranianfilmactors.ir[وصلة مكسورة]
- مسرح إيران
- irib.com
- من هم أبرز نجوم صناعة السينما الإيرانية؟